# David A. Bednar
David Allan Bednar (Oakland, Califórnia, 15 de junho de 1952) é um educador e religioso estadunidense. É um apóstolo de A Igreja de Jesus Cristo dos Santos dos Últimos Dias e membro do Quórum dos Doze Apóstolos.

## Biografia
Em sua juventude, Bednar serviu como missionário no sul da Alemanha, Mais tarde, estudou na Universidade Brigham Young, em Provo, Utah, Trabalhou como professor de gestão de negócios no Texas Tech University e na Universidade de Arkansas. Bednar também foi presidente da Universidade Brigham Young-Idaho, entre 1997 e 2004. Foi chamado para o Quórum dos Doze Apóstolos em 2 de outubro de 2004. É o homem mais jovem chamado para que o corpo desde Dallin H. Oaks, em 1984.
Bednar é casado desde 1975 e pai de três filhos.